# Jean Ferniot
Pour les articles homonymes, voir Ferniot.
Jean Ferniot est un journaliste et écrivain français d'origine franc-comtoise, né à Paris 14e le 10 octobre 1918 et mort à Paris 13e le 21 juillet 2012,.

## Éléments biographiques
Jean Ferniot est issu d'une famille franc-comtoise, de Valdahon, dans le Doubs.
En 1940, à l'âge de 23 ans, il participe à la défense de la Loire contre l'armée allemande.
Jean Ferniot a été journaliste et éditorialiste à France Soir, RTL et L'Express, dont il a dirigé la rédaction avec René Guyonnet. Il a conçu également et présenté plusieurs émissions télévisées, L’Avocat du diable, en 1970, Best Sellers ou encore Italiques en 1974.
Il se voulait en prise directe avec la nature, respectait les plantes, et n'admettait pas que des tomates ou des carottes soient sabotées sur un fourneau. Mi-Breton, petit-fils de bûcheron, il avait appris dès sa première enfance les aventures de l'artichaut, de la scarole. Il les racontait notamment dans un petit livre destiné aux enfants.
Marié trois fois (dont une deuxième fois avec Christiane Collange, dont il avait postfacé l'ouvrage Madame et le management), il était père de cinq enfants, dont le journaliste gastronomique Vincent Ferniot qu'il a eu avec Christiane Collange.
En 1973, il a publié un essai sur le dysfonctionnement du monde politique, nommé Ça suffit !. L'ouvrage, peut-être venu trop tôt, n'a eu alors qu'un succès d'estime.
En avril 1985, Jean Ferniot publie le "Rapport Ferniot" remis aux ministères de la Culture et de l'Agriculture : "Rapport aux ministres sur la promotion des arts culinaires".
Il était membre du comité d'honneur de l'Association pour le droit de mourir dans la dignité (ADMD).
Il est aussi le père de Michèle Ferniot, journaliste.

## Œuvres
- 1961 : L'Ombre portée, éd. Gallimard (Prix Interallié)
- 1962 : Pour le pire, éd. Gallimard
- 1964 : Derrière la fenêtre, éd. Gallimard
- 1972 : Complainte contre X, éd. Gallimard
- 1972 : 8 h 15, de De Gaulle à Pompidou, éd. Plon
- 1973 : Pierrot et Aline, éd. Grasset
- 1973 :  Ça suffit !, éd. Grasset
- 1974 : La Petite Légume, éd. Mercure de France, coll. « Roue libre »
- 1976 : Les Honnêtes gens, éd. Gallimard
- 1979 : Vous en avez vraiment assez d'être français ?, éd. Grasset
- 1982 : Le Pouvoir et la Sainteté, éd. Grasset
- 1983 : Le Chien-Loup, éd. Grasset - Prix de la nouvelle de l'Académie Française
- 1984 : Saint Judas: roman, éd. Grasset
- 1988 : Soleil orange : roman, éd. Grasset
- 1989 : Miracle au village : roman, éd Grasset et Fasquelle
- 1991 : Je recommencerais bien : mémoires, éd. Grasset
- 1995 : La Mouffe, photogr. de Camille de Moncan, éd. du Mécène, coll. « Villes écrites »
- 1996 : Chère pomme de terre, avec Ymelda Moreno, préf. de Joël Robuchon, éd. First
- 2002 : Ce soir ou jamais, éd. Grasset
- 2004 : C'était ma France, éd. Grasset (Prix Louis Pauwels)
- 2006 : L'Enfant du miracle, éd. Grasset
- 2007 : Vivre avec ou sans Dieu, éd. Grasset
- 2010 : Ah que la politique était jolie !, éd. Grasset
- 2011 : Caprices de la chair, éd. Grasset

## Distinctions
- Croix de guerre 1939–1945
- Officier de l'ordre de l'Économie nationale (1954)[9]
- Commandeur de l'ordre des Arts et des Lettres[10]